# Эсром
Эсром (дат. Esrom) — датский полутвёрдый сыр из коровьего молока. Другое название — англ. Danish Port Salut. Один из сыров изначально изготавливаемых монахами траппистами. Обладает бледно-желтым цветом, острым ароматом и насыщенным сладковатым вкусом.

## История
Сыр Эсром получил свое название от цистерцианского монастыря Эсром, где он производился до 1559 года. Производство современного датского сыра Эсром было стандартизировано по Statens Forsøgsmejeri в 1930-х годах. Первое крупномасштабное производство сыра было налажено в Midtsjællands Herregårdsmejeri в начале 1940-х годов. Это был один из самых популярных датских сыров в 1960-е годы, но затем Эсром был вытеснен другими сортами. В начале XXI века массовое производство сыра Esrom было возрождено несколькими молочными компаниями.

## Характеристики
Эсром — пористый сыр с множеством мелких отверстий, слегка эластичный и маслянистый по текстуре. Обычно потребляется в качестве столового, повседневного сыра и сыра пригодного для растапливания. Эсром хорошо подходит для запеканок типа Кассероль и сэндвичей. Сыр Эсром похож на сыры хаварти и Saint-Paulin. Благодаря своему ярко выраженном вкусу, хорошо сочетается с темным пивом и красным вином. Он созревает из исходной культуры в течение 10-12 недель, а затем выдерживается в прямоугольных формах. У него восковая желто-коричневая корка.

## Статус
Эсром, Данбо и Данаблю — три единственных датских сыра, которые имеют маркировку PGI в Европейском союзе. Это означает, что данные сыры обладают набором защищённых международных торговых параметров. Они могут производиться только в Дании, только из датского молока и на утвержденных сертифицированных молочных заводах, которые производят сыры в соответствии с историческими и технологическими спецификациями.